# 4 таксисти і собака 2
«4 таксисти і собака 2» — російський кінофільм режисера Федора Попова, що вийшов на екрани в 2006.

## Зміст
Пригоди непосидючого такса Фігаро тривають. Разом зі своїми товаришами він протистоїть лиходієві Угрюмову, який хоче знищити заповідник. Товаришів чекають неймовірні пригоди, і, звичайно, кожен герой, як і годиться, знайде свою другу половинку. Фігаро - справжня батарейка, і його буйний темперамент мимоволі змушує інших слідувати за ним.

## Ролі
| Актор               | Роль |
| ------------------- | ---- |
| Олексій Панін       | -    |
| Андрій Федорцов     | -    |
| Віктор Бичков       | -    |
| Роман Мадянов       | -    |
| Максим Коновалов    | -    |
| Світлана Ходченкова | -    |
| Ірена Кокрятская    | -    |
| Джуліано Ді Капуа   | -    |
| Анатолій Горячев    | -    |
| Світлана Іванова    | -    |

## Знімальна група
- Режисер — Федір Попов
- Сценарист — Алла Криницина
- Продюсер — Федір Попов, Марина Гундоріна, Марія Ушакова
- Композитор — Олексій Шелигін